# Xenobiotica
Xenobiotica ist eine wissenschaftliche Zeitschrift, die vom Taylor & Francis-Verlag veröffentlicht wird. Die erste Ausgabe erschien 1971. Derzeit werden zwölf Ausgaben im Jahr veröffentlicht.
Die Zeitschrift veröffentlicht Artikel, die sich mit folgenden sechs Hauptgebieten beschäftigen:
- Allgemeine Biochemie der Xenobiotika
- Klinische Pharmakokinetik und Metabolismus
- Pharmakokinetik und Metabolismus im Versuchstier
- Pharmakogenetik
- Molekulare Toxikologie
- Reviews und Kommentare zur Biochemie der Xenobiotika.[1]

Der Impact Factor lag im Jahr 2014 bei 2,199. Nach der Statistik des ISI Web of Knowledge wird das Journal mit diesem Impact Factor in der Kategorie Toxikologie an 50. Stelle von 87 Zeitschriften und in der Kategorie Pharmakologie und Pharmazie an 134. Stelle von 254 Zeitschriften geführt.
Chefherausgeber ist Costas Ioannides (University of Surrey, Guildford, Vereinigtes Königreich).